# Американ (река)
Американ — река в Охотском районе Хабаровского края, впадает в Охотское море.

## Описание
Длина реки 82 км (с Левым Американом), площадь бассейна 1230 км². Берёт начало на востоке Уракского плато. Течёт по лесотундре на юго-восток, после слияния с Правым Американом носит название Американ. Устье находится на северо-западном побережье Охотского моря, в 33 км к северо-востоку от посёлка Улья.
Населённых пунктов в бассейне нет (ранее в устье существовал посёлок Центральный).
Реки бассейна являются местом нереста лососёвых и осетровых рыб.
В левой части бассейна находится гора Американ, в 5 км к востоку от устья расположено одноимённое озеро.

## Основные притоки
(от устья, в скобках длина в км)
- 0,4 км пр: Андыч (68) — впадает в устьевой лиман
- 12 км лв: Унъяка (21)
- 20 км пр: Соториян (15)
- ?? км лв: Хвойный
- 40 км лв: Нальды (17)
- ?? км лв: Мирный
- 58 км пр: Скалистый (17)
- ?? км пр: Правый Американ